# Врховни суд Канаде
Врховни суд Канаде (енгл. Supreme Court of Canada; фр. Cour suprême du Canada) је највиши суд у Канади.
Суд разматра годишње између 45 и 75 жалби на одлуке провинцијских, територијалних и федералних апелационих судова. Његове одлуке представљају прецеденте и обавезне су за све ниже судове у Канади. Врховни суд чини девет судија: главни судија Канаде и осам млађих судија.
Суд је смештен у масивној Арт деко згради у Отави коју је пројектовао Ернест Кормије, а завршена је и отворена 1946. године.

## Историја
Стварање суда предвиђено је Актом о Британској Сјеверној Америци 1867, који је 1982. године преименован у Уставни акт 1867. Први предлози закона о стварању суда нису прошли у Парламенту 1869. и 1870. године. Суд је створен по закону чији је предлог прошао 8. априла 1875. године.
Суд је заиста постао врховни тек 1949. године, јер су до тада странке у спору могле да се као врховном суду жале Судском комитету Тајног савјета у Лондону. После неких непопуларних одлука овог Судског комитета, самосталност у кривичним случајевима обезбеђена је 1933. године, а у свим осталим 1949. године.
Улога суда знатно је проширена Уставним актом 1982, којим је проглашена Канадска повеља о правима и слободама. Ова повеља значајно је проширила делокруг уставних права која спадају у домен Врховног суда.
Суд је у принципу прошао неколико периода у свом раду и одлучивању, а називи периода изведени су по презименима утицајних председника судова (Диксон, Лејмер и МекЛахлин периоди).

## Дјелокруг
Канадски правосудни систем може се посматрати као пирамида, у чијој основи су разни провинцијални и територијални судови чије судије именује локална власт. Судије врховних судова провинција и територија именује федерална власт. Изнад њих још стоје апелациони судови провинција и територија. Структуру федералних судова чине Порески суд Канаде, Федерални апелациони суд Канаде и Војни апелациони суд Канаде, са строго ограниченим делокругом.
Врховни суд Канаде у највећем броју случајева одлучује по жалбама на одлуке апелационих судова. У ванкривичним случајевима, неопходно је прво добити одобрење за подношење жалбе од трочланог судијског већа, које по традицији никада не образлаже своје одлуке о одобрењима. Такође, суд даје мишљења по уставним питањима које им поставља Кабинет Канаде, али може то одбити, уз образложење. Ова питања су обично од националног значаја и стога су релативно ретка.
Могућа су и питања уставности одлука власти и државних агенција, уз специјалан судски поступак.

## Надлежност изван суђења
У случају смрти генералног гувернера, његовог напуштања земље дужег од месец дана или здравствене спречености, главни судија Канаде (или најстарији судија ако је место упражњено) врши функцију администратора Канаде са свим овлашћењима гувернера. Ови случајеви су били ретки у пракси.
Главни судија Канаде такође седи у саветодавном одбору за доделу и одузимање највишег националног одликовања Реда Канаде. У пракси, главни судија не гласа о одузимању јер је обично то последица осуде носиоца пред неким нижим судом. У случају да случај дође до Врховног суда, могло би доћи до сукоба интереса.
Некадашња функција давања краљевске сагласности на законе изгласане у Парламенту данас је углавном поптуно у надлежности генералног гувернера.

## Сједнице
Суд заседа искључиво у Отави, иако се усмени искази могу давати видео везом са било ког места. Суђења су отворена за јавност, и обично се снимају ради каснијег превођења транскрипта на енглески/француски. Када заседа, Суд ради од понедељка до петка, одлучујући о две жалбе дневно. Кворум судија је пет, али је обично присутно свих девет.
Судије носе црне одоре, као и специјалне црвене у специјалним приликама и у Сенату приликом почетка новог заседања Парламента. Пресуда Суда се понекад саопштава усмено по окончању саслушања, али је обичај да сваки судије писмено изнесу своја мишљења. Одлуке не морају бити једногласне, уз могућност писаних издвојених мишљења.
Провинцијални парламенти имају могућност да у изузетним случајевима задрже на снази закон супротан Повељи о правима извесно време. То може бити и по одлуци Суда, да би се законодавству дало времена за нови законодавни пројекат.

## Судијска именовања
Судије Врховног суда Канаде поставља генерални гувернер Канаде на основу предлога и сагласности Тајног савјета за Канаду. Према обичајима и традицијама, Кабинет, као стални комитет Тајног савјета, предлаже генералном гувернеру ова именовања преко премијера. Према томе, провинцијске власти и Парламент Канаде немају никакве улоге у тим именовањима, што је често предмет дискусије.
Акт о Врховном суду ограничава именовања на лица која су била судије виших судова или која су чланови адвокатске коморе најмање 10 година. Чланови адвокатске коморе или вишег судства Квебека, према закону, морају држати три од девет судијских мјеста у Врховном суду Канаде. Ово се правда тиме да Квебек користи континентално право, а не англосаксонско право као што је то случај у остатку земље. Пропорција од 3/9 је на снази иако само 24% популације Канаде станује у Квебеку. Према конвенцији, преосталих шест судијских мјеста је подијељено на сљедећи начин: три из Онтарија, два из западних провинција и један из атлантских провинција.